# Cleisostoma appendiculatum
Cleisostoma appendiculatum là một loài thực vật có hoa trong họ Lan. Loài này được (Lindl.) Benth. & Hook.f. ex B.D.Jacks. mô tả khoa học đầu tiên năm 1893.